# Harbhajan Singh
Harbhajan Singh (12 aprile 1950) è un ex cestista indiano.

## Carriera
Con l'India ha disputato le Olimpiadi del 1980, disputando 6 partite.